# Martigny-les-Bains
Martigny-les-Bains è un comune francese di 925 abitanti situato nel dipartimento dei Vosgi nella regione del Grand Est.

## Società

### Evoluzione demografica
Abitanti censiti